# Mel Rodriguez
Mel Rodriguez, född 12 juni 1973 i Miami, är en amerikansk skådespelare.
Rodriguez har bland annat medverkat i TV-serierna The Last Man on Earth och CSI:Vegas. Han har även medverkat i filmen Framåt från 2020.

## Filmografi (i urval)
- 2004 – The Terminal
- 2013–2015 – Getting On (TV-serie) (17 avsnitt)
- 2015–2017 – Better Call Saul (TV-serie)
- 2015–2018 – The Last Man on Earth (TV-serie)
- 2020 – Framåt
- 2021 – CSI: Vegas (TV-serie)
- 2023 – Carol & The End of the World (TV-serie)